# Ерік Віскал
Ерік Віскал (нід. Eric Viscaal, нар. 20 березня 1968, Ейндговен) — нідерландський футболіст, що грав на позиції нападника, зокрема, за клуби ПСВ, «Генк» та «Де Графсхап», а також національну збірну Нідерландів. По завершенні ігрової кар'єри — тренер.

## Клубна кар'єра
У дорослому футболі дебютував 1986 року виступами за команду клубу ПСВ з рідного Ейндговена, в якій провів два сезони, в яких ПСВ виходив переможцем нідерландської футбольної першості, а 1988 року також став у складі команди володарем Кубка європейських чемпіонів. Вже у своєму другому сезоні на дорослому рівні заявив про себе як про досить ефективного форварда, забивши вісім голів у 20 іграх чемпіонату.
Молодим забивним форвардом зацікавилися у сусідній Бельгії, де він провів сезон 1988/89 у складі «Беверена». У цій команді продовжував регулярно забивати і був визнаний Найкращим молодим футболістом сезону чемпіонату Бельгії. Тож вже по його завершенні перейшов до «Льєрса», а ще за рік став гравцем значно амбітнішого «Гента». У гентській команді провів п'ять сезонів, незмінно перебуваючи серед її найкращих бомбардирів, забиваючи 0,37 гола за гру першості.
Другу половину 1995 року відіграв у Швейцарії за «Грассгоппер», забивши за цей час сім голів у 13 проведених матчах, які пвеною мірою допомогли команді здобути чемпіонський титул того сезону.
Однак сам гравець ще на початку 1996 року повернувся на батьківщину, уклавши контракт з клубом «Де Графсхап», у складі якого провів наступні п'ять років своєї кар'єри гравця.  Граючи у складі «Де Графсхапа» також здебільшого виходив на поле в основному складі команди. І в цій команді продовжував регулярно забивати, в середньому 0,34 рази за кожен матч чемпіонату.
Завершував ігрову кар'єру у добре йому знайомій Бельгії — на початку 2001 року став гравцем «Мехелена», а за два роки перейшов до клубу «Ділбек Спорт» з місцевого четвертого дивізіону, де й провів останні три роки виступів на футбольному полі.

## Виступи за збірну
1992 року взяв участь у чотирьох офіційних матчах за національну збірну Нідерландів, включаючи одну гру чемпіонату Європи 1992 року (нічия 0:0 проти збірної СНД).

## Кар'єра тренера
Після завершенні ігрової кар'єри працював тренером, зокрема тренував молодіжну команду саудівського «Аль-Шабаба».
2017 року очолив тренерський штаб команди бельгійського нижчолігового «Брегел Спорт».

## Титули і досягнення

### Командні
- Володар Кубка європейських чемпіонів (1):

ПСВ: 1987-1988
- Чемпіон Нідерландів (2):

ПСВ: 1986-1987, 1987-1988
- Чемпіон Швейцарії (1):

«Грассгоппер»: 1995-1996

### Особисті
- Найкращий молодий футболіст чемпіонату Бельгії (1): 1988-1989